# Tupolev Tu-22

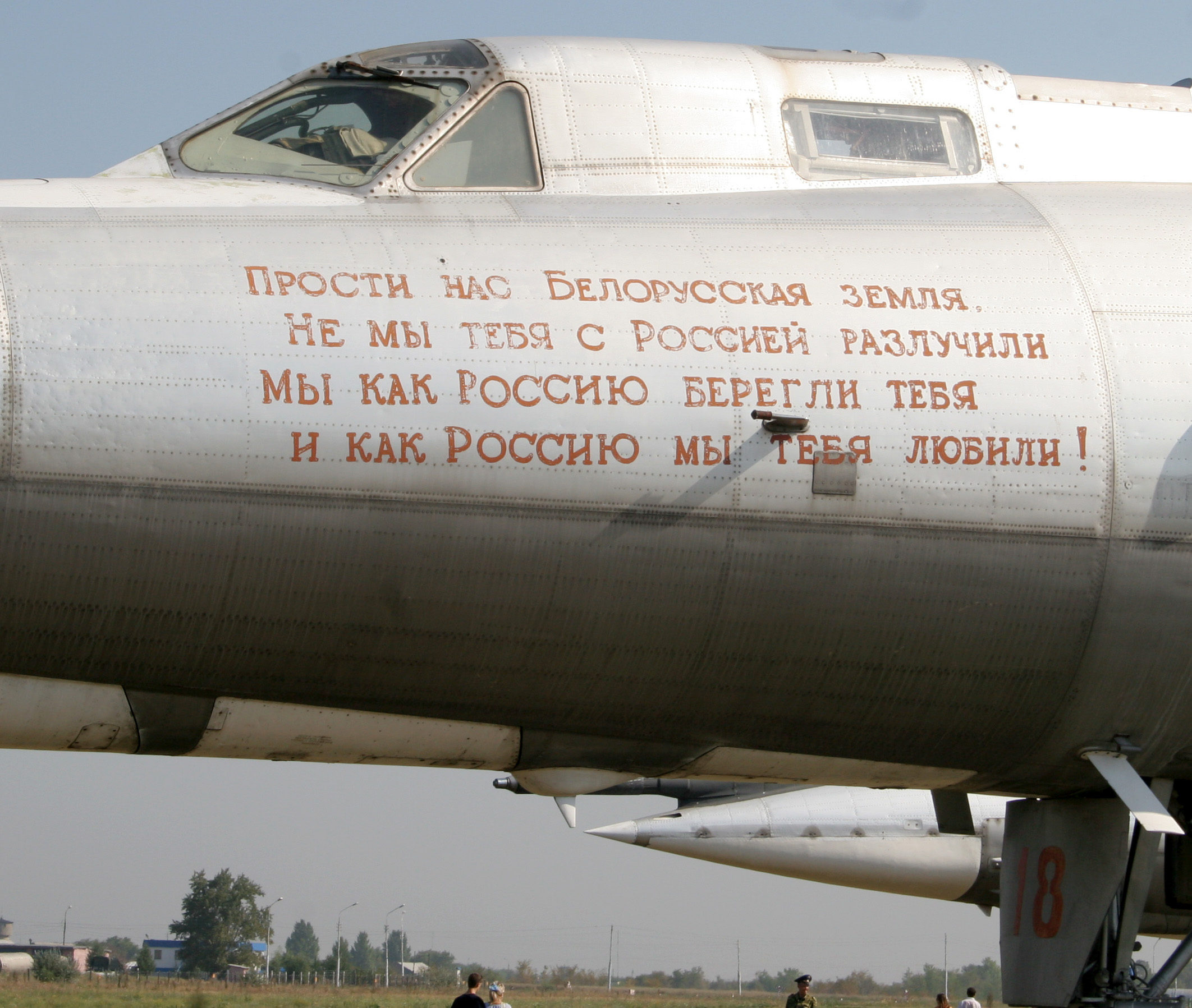
Dettaglio della cabina di pilotaggio e della postazione posteriore occupata dall'addetto alle armi.

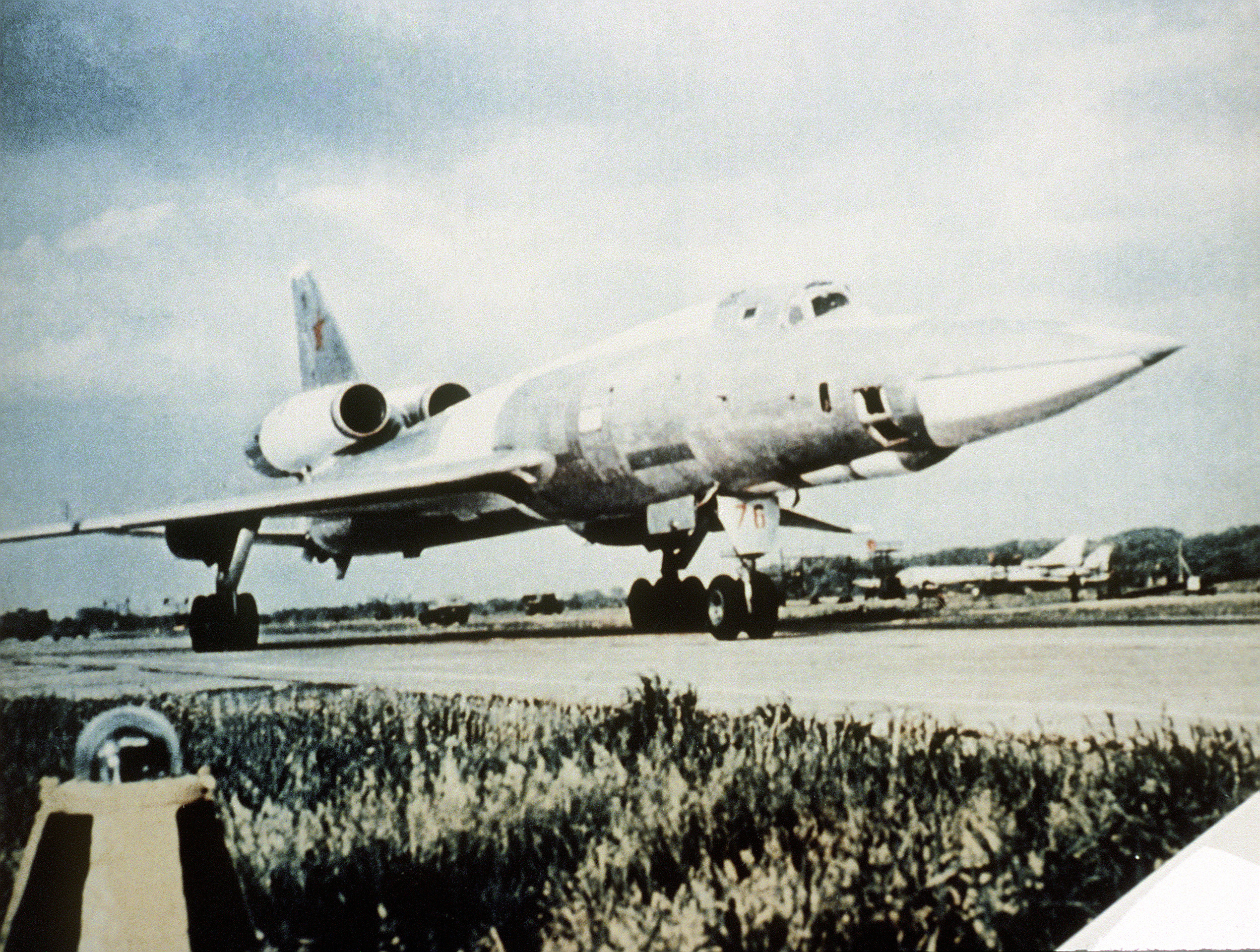
Tu-22 in una immagine USAF dell'agosto 1982.

Il Tupolev Tu-22 (in cirillico Туполев Ту-22, nome in codice NATO: Blinder), anche noto come Samolët 105 nelle fasi iniziali di studio, è stato un bombardiere strategico supersonico di fabbricazione sovietica, sviluppato negli anni Sessanta dall'OKB 156 Tupolev ed entrato in servizio nell'aviazione a lungo raggio sovietica, in sostituzione del Tu-16, a partire dal 1962.
Progettato per svolgere missioni di bombardamento strategico convenzionale e nucleare, ha preso parte alla Guerra del Golfo ed ha ricevuto il battesimo del fuoco nel corso della Guerra Iran-Iraq.
Costantemente aggiornato nel corso della sua vita operativa, del velivolo sono state realizzate anche le versioni da ricognizione ed antiradar denominate rispettivamente Tu-22R e Tu-22K. Il velivolo ebbe un discreto successo commerciale, venendo adottato dalle forze aeree di Libia ed Iraq.
Progressivamente sostituito dal Tu-22M, sua versione profondamente aggiornata, venne ritirato definitivamente dal servizio nel 1998.

## Storia

### Sviluppo
Il Tu-22 fu inteso originalmente come un sostituto supersonico del bombardiere Tupolev Tu-16. Il progetto, fu impostato nel 1954, ma il primo volo del prototipo non si ebbe fino al 21 giugno 1958. La disponibilità di un più potente motore a turbogetto e la scoperta del TsAGI della regola delle aree per minimizzare la resistenza aerodinamica in regime transonico, portò alla costruzione di un altro prototipo riveduto, il 105A. Questo effettuò il primo volo il 7 settembre 1959.
Il primo Tu-22B di serie venne costruito nella fabbrica nº22 a Kazan' e volò il 22 settembre 1960. Il modello fu presentato per la prima volta alla parata aerea di Tushino in occasione della "Giornata delle Forze Aeree Sovietiche" del 9 luglio 1961. Gli osservatori della NATO gli assegnarono inizialmente il nome in codice Bullshot (schizzo di toro) che fu però giudicato inappropriato, allora venne proposto Beauty (bellezza) in seguito scartato perché troppo celebrativo. La decisione cadde su Blinder (paraocchi), mentre gli equipaggi sovietici soprannominarono il velivolo Shilo (punteruolo) a causa della sua forma.
Il Tu-22 entrò in servizio nel 1962 e nel 1963, ma si rivelarono considerevoli problemi, che portarono ad una diffusa indisponibilità operativa e ad un numero non trascurabile di incidenti. Fra i molti difetti, vi era una tendenza al surriscaldamento delle superfici a velocità supersoniche, il che comportava la deformazione degli organi di controllo con conseguente scarsa manovrabilità. La velocità di atterraggio era 100 km/h più alta di quella dei precedenti bombardieri e il Tu-22 aveva una tendenza ad alzare il muso e impattare conseguentemente con la coda durante la corsa di atterraggio, sebbene questo problema fu risolto alla fine con l'utilizzo di sistemi elettronici di stabilizzazione. Anche dopo la soluzione dei problemi iniziali manifestati dal progetto, il Blinder non fu mai un aereo facile da pilotare e risultò richiedere lunghe manutenzioni.

## Caratteristiche

### Design
Il Tu-22 aveva un'ala a freccia di 55°. I due grandi motori a turbogetto, in origine i Dobrinin VD-7M, in seguito i Kolesov RD-7 M2, venivano montati sulla fusoliera in posizione posteriore da entrambi i lati del grande stabilizzatore verticale. Continuando una tradizione costruttiva della Tupolev, il carrello d'atterraggio era installato in pod posizionati al bordo posteriore di ogni ala. Le ali ad alto angolo di freccia riducevano sensibilmente la resistenza aerodinamica alle velocità transoniche, ma comportavano velocità di atterraggio molto alte ed una corsa di decollo lunga.
Il cockpit del Tu-22 prevedeva il pilota in posizione avanzata, leggermente spostato sulla sinistra, l'ufficiale agli armamenti in posizione arretrata ed il navigatore sotto, all'interno della fusoliera. La disposizione in cabina era pessima e comportava una ridotta visibilità (con gravi ripercussioni, viste le prestazioni difficili da gestire in decollo e atterraggio), posti scomodi e scarsa ergonomia nel posizionamento della strumentazione ed interruttori.

### Armamento
L'armamento difensivo del Tu-22 veniva comandato dall'ufficiale agli armamenti e consisteva in una torretta di coda posta al di sotto dei pod motore ed armata con uno o due cannoni da 23 mm AM-23 ognuno con 250 colpi. Il puntamento della torretta avveniva grazie a un piccolo radar di tiro PRS-3A "Argon'" che sopperiva alla mancanza di visibilità posteriore. Il carico bellico del bombardiere veniva trasportato nel vano bombe ricavato nella fusoliera nello spazio tra le ali ed in grado di trasportare fino a 24 bombe convenzionali a caduta FAB-500, una bomba FAB-9000, o varie armi nucleari a caduta libera. Sul Tu-22K, il vano di carico fu riconfigurato per imbarcare un missile aria-superficie Raduga Kh-22 (AS-4 Kitchen) semi annegato sotto la fusoliera. Il missile di notevoli dimensioni, era grande abbastanza per causare importanti effetti sulla maneggevolezza e sulle prestazioni dell'aereo oltre a rappresentare un problema di sicurezza.

## Versioni
Tu-22: versione originale
Tu-22U: versione da addestramento
Tu-22R: versione da ricognizione, dotata di equipaggiamento fotografico o sistema di disturbo radar (jamming) per la guerra elettronica APP-22 alloggiati nel vano bombe. Alcuni Tu-22R furono equipaggiati con il sistema di spionaggio elettronico Kub ed antenna a scansione M-202 Shompol
Tu-22B: versione aggiornata, equipaggiata di un sistema di puntamento ottico per il bombardamento con un radar di attacco/navigazione Rubin-1A
Tu-22K: versione equipaggiata del radar Leninets PN (nome in codice NATO Down Beat) per l'impiego del missile Kh-22
Tu-22KP/Tu-22KPD: versione equipaggiata col sistema Kurs-N per il rilevamento delle emissioni radar nemiche ed impiego del missile antiradar Kh-22P
Tu-22M: versione profondamente aggiornata, dotata di nuova avionica, motori e soluzioni aerodinamiche. Nota inizialmente come Tu-26 in Occidente

## Utilizzatori
Libia
- Al-Quwwat al-Jawwiyya al-Libiyya

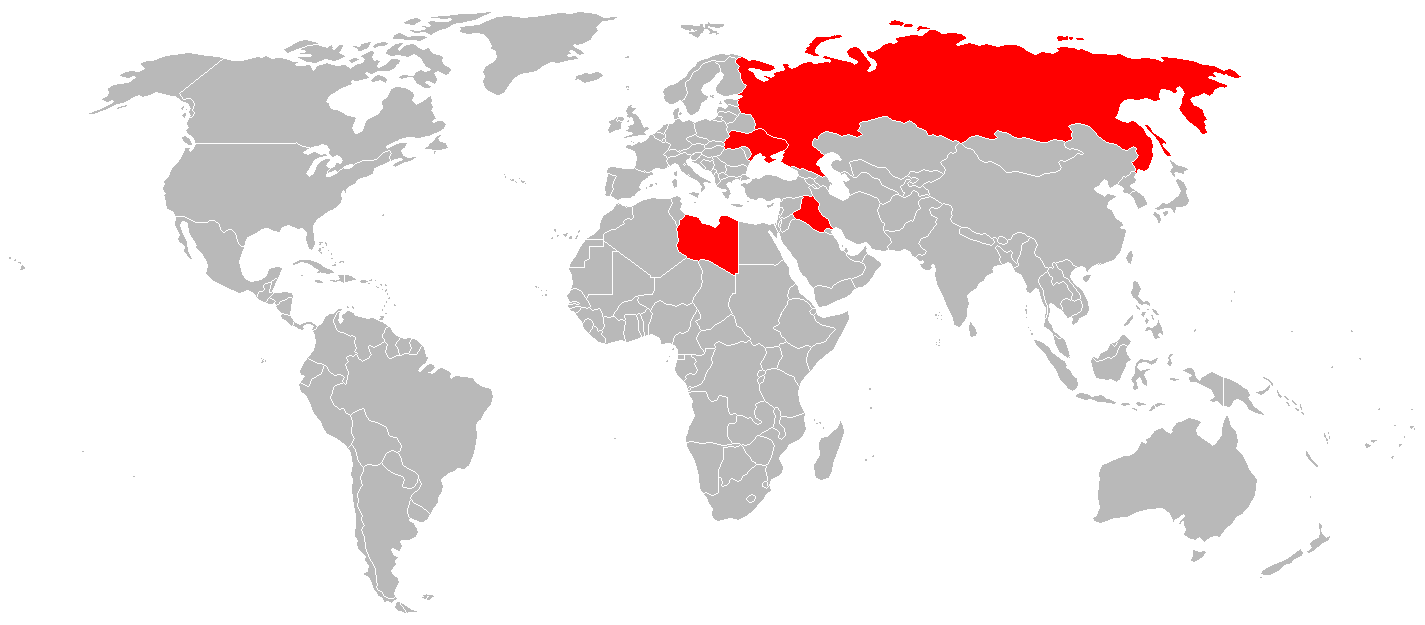
Nazioni nelle quali hanno operato i Tu-22 "Blinder"

Al 1979, consegnati 14 Tu-22B e 2 Tu-22U. Ritirati nel 1992
 Iraq
- Al-Quwwat al-Jawwiyya al-'Iraqiyya

Al 1979, consegnati 10 Tu-22B e 2 Tu-22U, integrati da ulteriori 4 Tu-22K nel 1981. tutti distrutti in operazioni belliche o rottamati durante la guerra Iran-Iraq e la guerra del Golfo
 Russia
- Voenno-vozdušnye sily Rossijskoj Federacii

Ritirati nel 1994
 Ucraina
- Viys'kovo-Povitriani Syly Ukrayiny

Ereditati dall'URSS, ritirati nel 1998
 Unione Sovietica
- Sovetskie Voenno-vozdušnye sily
- Aviacija Voenno-Morskogo Flota

Ceduti ad Ucraina e Federazione Russa dopo il 1991